# ریس سیتی (آلاباما)
ریس سیتی (به انگلیسی: Reece City) شهری در شهرستان اتوا ایالت آلاباما است که مساحت آن ۹٫۲۱ کیلومتر مربع است و در سرشماری سال ۲۰۱۰ میلادی، ۶۵۳ نفر جمعیت داشته و تراکم جمعیتی آن، ۷۰٫۹ نفر در هر کیلومتر مربع بوده است.